# Saša Tomić
Saša Tomić (Sisak, 23. kolovoza 1975.), hrvatski malonogometni sudac i sudac dvoranskog nogometa i bivši nogometaš
Bio je aktivni nogometaš. Zbog obveza na studiju početkom studija na Kineziološkom fakultetu više nije mogao aktivno igrati, ali je htio ostati u nogometu i dvoranskom nogometu te se je okrenuo sudačkom pozivu. 1995. krenuo je s velikim nogometom. Došao je do 1. HNL gdje je tri godine bio pomoćni sudac. 2009. došla je odluka HNS-a o opredjeljenju između velikog ili malog nogometa, opredijelio se za mali nogomet. 2014. godine sudio je završnicu europskog prvenstva u Belgiji i 2018. u Sloveniji. Četiri je puta bio sudcem na završnim turnirima europskog prvenstva u dvoranskom nogometu.
Sudio kao treći i kao drugi sudac na završnim turnirima UEFA-ine Lige prvaka za malonogometaše (UEFA Futsal Cup) 2016., 2017. i 2018. godine.
Bio je i nogometni sudac na utakmicama najvišeg ranga u Hrvatskoj, u 1. HNL.

## Nagrade i priznanja
- Proglašen za najboljeg sudca na svijetu za 2017. godinu prema izboru malonogometnog portala Futsal Planet,[5]prema izboru novinara diljem svijeta. Godinu poslije ta je nagrada opet otišla hrvatskim sucima, i dobio ju je Nikola Jelić.[6]